# Klodian Duro
Pour les articles homonymes, voir Duro.
Klodian Duro (né le 21 décembre 1977 à Tirana) est un footballeur international albanais, reconverti entraîneur. Il évoluait au poste de milieu offensif.

## Carrière
Il a joué en Albanie pour KS Elbasani, SK Tirana, KS Vllaznia Shkodër, KF Partizan Tirana. En Turquie avec Samsunspor, Galatasaray SK, Malatyaspor et Çaykur Rizespor, et dans la Bundesliga allemande avec Arminia Bielefeld, où il a joué 19 rencontres. Dans la saison 2007-2008 pour la KF Tirana il a marqué 15 buts en championnat, terminant cinquième meilleur buteur. Le 17 mai 2008 il a signé un contrat de deux ans avec le club chypriote Omonia Nicosie. Dans la saison 2009-2010 pour la Apollon Limassol.
En 78 matchs avec l'équipe nationale albanaise, il a inscrit 6 buts.